# Aphilopota otoessa
Aphilopota otoessa là một loài bướm đêm trong họ Geometridae.